# John P. Brennan

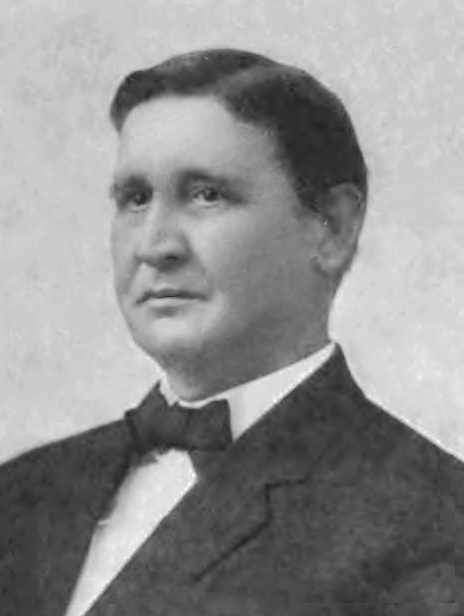
John P. Brennan

John P. Brennan (* 20. Oktober 1864 in Urbana, Ohio; † 14. Oktober 1943 in Columbus, Ohio) war ein US-amerikanischer Politiker (Demokratische Partei). Er war von 1913 bis 1915 Treasurer of State von Ohio.

## Werdegang
John P. Brennan, Sohn von Elizabeth Neville (1832–1914) und Michael Brennan (1826–1923), wurde während des Bürgerkrieges im Champaign County geboren. Er besuchte öffentliche und Konfessionsschulen in Urbana (Ohio). Im Alter von 21 Jahren nominierte ihn die Demokratische Partei für das Amt des Recorders im Champaign County. Er saß zehn Jahre lang im Democratic Central Committee. Ferner war er zehn Jahre lang Vorsitzender des Champaign Democratic Executive Committee. Brennan saß jeweils vier Jahre lang im State Democratic Executive Committee und im State Central Committee. Er war zehn Jahre lang Mitglied im Urbana City Council. Dann bekleidete er zwei Jahre lang den Posten als First Deputy State Fire Marshal. Sein demokratischer Parteikollege Treasurer of State David S. Creamer ernannte ihn dann 1909 zum Kassierer in der Finanzbehörde. 1912 wurde Brennan zum Treasurer of State gewählt. Er bekleidete den Posten von Januar 1913 bis Januar 1915. Brennan verstarb während des Zweiten Weltkrieges in Columbus und wurde dann auf dem Oak Dale Cemetery in Urbana beigesetzt.
Er war mit Mary Coughlin (1865–1944) verheiratet, Tochter von Julia Burnell (1844–1918) und Owen J. Coughlin (1839–1882). Das Paar hatte mindestens drei Kinder: Elizabeth (1901–1908), Owen (1906–1907) und ein Baby (1910–1910).